# Bernard Blier
Bernard Blier (* 11. Januar 1916 in Buenos Aires; † 29. März 1989 in Saint-Cloud, Hauts-de-Seine) war ein  französischer Filmschauspieler. Blier, der 181 Filme drehte, zählte zu den profiliertesten Charakterdarstellern Frankreichs.

## Leben und Werk
Bernard Blier wurde 1916 in Argentinien geboren, wo sein Vater, ein Biologe, auf Dienstreise war. Bereits während seines Studiums der Philosophie nahm er Schauspielunterricht. Er debütierte 1936 als Filmschauspieler und war dann jahrelang vorwiegend in kleineren Rollen zu sehen. Sein Kollege Louis Jouvet gab ihm den Rat, in seinem Beruf beharrlich zu sein und jede Rolle zu spielen, die man ihm anbiete.
Im Lauf der Jahrzehnte wurde Blier, der zum Teil sechs oder sieben Filme pro Jahr drehte, vor allem in Frankreich und Italien zu einem der beliebtesten Charakterdarsteller. Mit seinem kahlen, rundlichen Kopf erhielt der kräftig gebaute Schauspieler profilierte Rollen in Filmen wie 100.000 Dollar in der Sonne (1963), Mein Onkel Benjamin (1969) oder Der Körper meines Feindes (1976). Blier deckte dabei ein breites darstellerisches Spektrum ab. Als Kommissar in Scharfe Kurven für Madame (1966) und Hasch mich – ich bin der Mörder (1971) sowie als verschlagener Geheimdienstchef in Der große Blonde mit dem schwarzen Schuh (1972) spielte er seine wohl bekanntesten Rollen.
Blier wirkte auch in zwei DEFA-Spielfilmproduktionen mit: 1955 unter Regisseur Wolfgang Staudte in dem unvollendeten Film Mutter Courage und ihre Kinder sowie 1958 in der internationalen Filmproduktion Die Elenden.
Blier war zweimal verheiratet und starb im März 1989 an Krebs. Er wurde 73 Jahre alt. Sein Sohn Bertrand wurde ein erfolgreicher Filmregisseur.

## Filmografie (Auswahl)
- 1937: Der Dickschädel (Gribouille)
- 1938: Hôtel du Nord
- 1939: Der Tag bricht an (Le Jour se lève)
- 1939: Dezembernacht (Nuit de décembre)[2]
- 1941: Einmal im Jahr (Caprices)
- 1942: Symphonie der Liebe (La Symphonie fantastique)
- 1942: Marie-Martine
- 1943: Carmen
- 1945: Das unheimliche Lied (Allein im Dunkel) (Seul dans la nuit)
- 1947: Café Cadran (Le Café du cadran)
- 1947: Unter falschem Verdacht (Quai des Orfèvres)
- 1948: Die Nervensägen (Les Casse-pieds)
- 1948: Von Mensch zu Mensch (D’homme à hommes)
- 1948: Wenn man die Schule schwänzt (L’École buissonnière)
- 1948: Die Schenke zum Vollmond (Dédée d’Anvers)
- 1949: Eine Frau im Sattel (Manèges)
- 1949: L’Invité du Mardi
- 1949: Rückkehr ins Leben (Retour à la vie)
- 1950: 1848 (Dokumentar-Kurzfilm, Sprecher)
- 1950: Es geschah in Paris (Souvenirs perdus)
- 1951: Ohne Angabe der Adresse (…Sans laisser d'adresse)
- 1952: Heiratsvermittlung (Agence matrimoniale)
- 1952: Je l'ai été trois fois
- 1953: Dürfen Frauen so sein? (Secrets d’alcôve)
- 1954: Scènes de ménage
- 1954: Vor der Sintflut (Avant le déluge)
- 1955: Die schwarze Akte (Le Dossier noir)
- 1955: Les Hussards
- 1955: Mutter Courage und ihre Kinder unvollendet
- 1956: Der Mann im Regenmantel (L’Homme à imperméable)
- 1957: Die Abenteuer des kleinen Remi (Sans famille)
- 1957: Die Elenden (Les misérables)
- 1957: Die Katze (La chatte)
- 1957: Luzifers Tochter (Retour de manivelle)
- 1957: Zyankali (La Bonne tisane)
- 1958: Das Spiel war sein Fluch (Le Joueur)
- 1958: Die großen Familien (Les grandes familles)
- 1958: In Montmartre wird es Nacht (En légitime défense)
- 1958: Killer lassen bitten (Quand la femme s’en mêle)
- 1958: Marie-Octobre
- 1959: Auch Helden wollen leben (Marche ou crève)
- 1959: Der Favorit der Zarin (Le secret du Chevalier d'Éon)
- 1959: Im Kittchen ist kein Zimmer frei (Archimède, le clochard)
- 1959: Man nannte es den großen Krieg (La Grande guerra)
- 1959: Mit den Augen der Liebe (Les yeux de l’amour)
- 1960: Der Boß kennt kein Erbarmen (L’Ennemie dans l’ombre)
- 1960: Der Bucklige von Rom (Il gobbo)
- 1960: Die Leiche ist im falschen Koffer (Crimen)
- 1961: Die unfreiwillige Weltreise der Familie Fenouillard (La famille Fenouillard)
- 1961: Der Präsident (Le président)
- 1961: Der siebte Geschworene (Le Septième juré)
- 1961: Der Herr mit den Millionen (Le Cave se rebiffe)
- 1962: Wir bitten zu Bett (Les petits matins)
- 1962: Germinal
- 1963: Mein Onkel, der Gangster (Les Tontons flingueurs)
- 1963: Mit Faust und Degen (Il magnifico avventuriero)
- 1963: Die Peitsche im Genick (I compagni)
- 1964: 100.000 Dollar in der Sonne (Cent mille dollars au soleil)
- 1964: Mordrezepte der Barbouzes (Les Barbouzes)
- 1964: Jagd auf Männer (La chasse à l’homme)
- 1965: Casanova ’70
- 1965: Die Damen lassen bitten (Les Bons vivants)
- 1966: Scharfe Kurven für Madame (Le Grand restaurant)
- 1966: Eine Frage der Ehre (Una questione d'onore)
- 1966: Ein fast perfekter Mörder (Delitto quasi perfetto)
- 1967: Der grausame Job (Peau d’éspion)
- 1967: Der Fremde (Lo straniero)
- 1967: Nic und Co – Aufträge aller Art (Du mou dans la gachette)
- 1967: Die Dirne und der Narr (Un idiot à Paris)
- 1967: Der Verrückte aus Labor 4 (Le fou du labo IV)
- 1967: Der Teufelsgarten (Coplan sauve sa peau)
- 1968: Riusciranno i nostri eroi a ritrovare l’amico misteriosamente scomparso in Africa?
- 1968: Caroline Chérie (Schön wie die Sünde) (Caroline Chérie)
- 1969: Mein Onkel Benjamin (Mon oncle Benjamin)
- 1970: Der große Coup des Kommissars (Laisse aller … c’est une valse)
- 1970: Der Zerstreute (Le Distrait)
- 1971: Hasch mich, ich bin der Mörder (Jo)
- 1971: Der Killer und der Kommissar (Le Tueur)
- 1972: Der große Blonde mit dem schwarzen Schuh (Le grand blond avec une chaussure noire)
- 1972: Pardon, Genossen! Edel sei der Mensch, hilflos und reich (Moi y’en a vouloir des sous)
- 1974: Das Urteil – Prozeß im Schnellverfahren (Processo per direttissima)
- 1974: Die abgetrennte Hand (La Main à couper)
- 1974: Man hat’s nicht leicht auf dieser Welt (C’est dur pour tout le monde)
- 1975: Der Clou der Madame P.p. (C’est pas parce qu’on a rien à dire qu’il faut fermer sa gueule)
- 1975: Der liebe Victor (Ce cher Victor)
- 1975: Ein irres Klassentreffen (Amici miei)
- 1976: Der Körper meines Feindes (Le Corps de mon ennemi)
- 1976: Nuit D’Or – Die Nacht aus Gold (Nuit d’or)
- 1979: Den Mörder trifft man am Buffet (Buffet froid)
- 1979: Série noire
- 1980: Komm zurück, Kleiner! (Voltati Eigenio)
- 1986: Hoffen wir, daß es ein Mädchen wird (Speriamo che sia femmina)
- 1986: Ich hasse Schauspieler! (Je hais les acteurs)
- 1986: Twist Again in Moskau (Twist Again à Moscou)
- 1987: Die Dämonen (Les Possédés)
- 1987: Trouble in Paradise (Sotto il ristorante cinese)
- 1989: Kinski Paganini (Paganini)

## Trivia
Bernard Blier wurde von Albert Uderzo in der Figur des Cajus Musencus, Chef der Geheimpolizei Cäsars, im Asterix-Album Die Odyssee (1981) karikiert.